# پهلودرد
پهلودرد، درد گاهگیر شدید ناشی از تنجهٔ ماهیچه‌های بین‌دنده‌ای یا ناشی از آماس پردهٔ جنب است.
این بیماری را پلورودینی (pleurodynia) و بیماری بورنهلم (Bornholm Disease) نیز می‌نامند.
این بیماری معمولاً توسط ویروس کوکسالی B ایجاد و با شروع حاد تب و درد شدید پائین قفسه سینه و شکم که با تنفس و حرکت بدتر می‌شود مشخص می‌گردد.